# علم الفلك في مصر القديمة

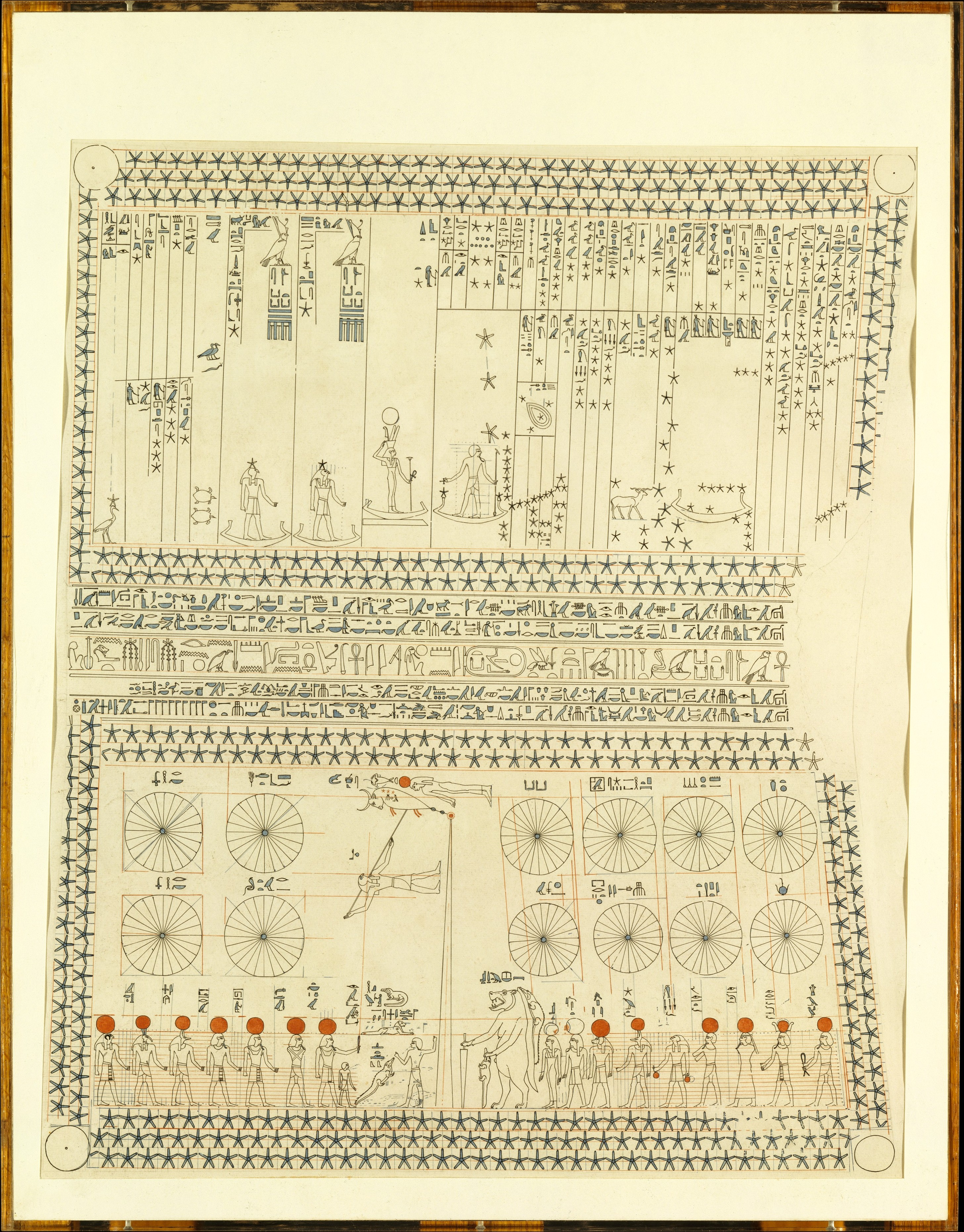
السقف الفلكي في مقبرة سننموت (الأسرة الثامنة عشرة، حوالي 1479–1458 قبل الميلاد)، اكتشف في طيبة، صعيد مصر؛ توجد نسخة طبق الأصل محفوظة في متحف المتروبوليتان للفنون.

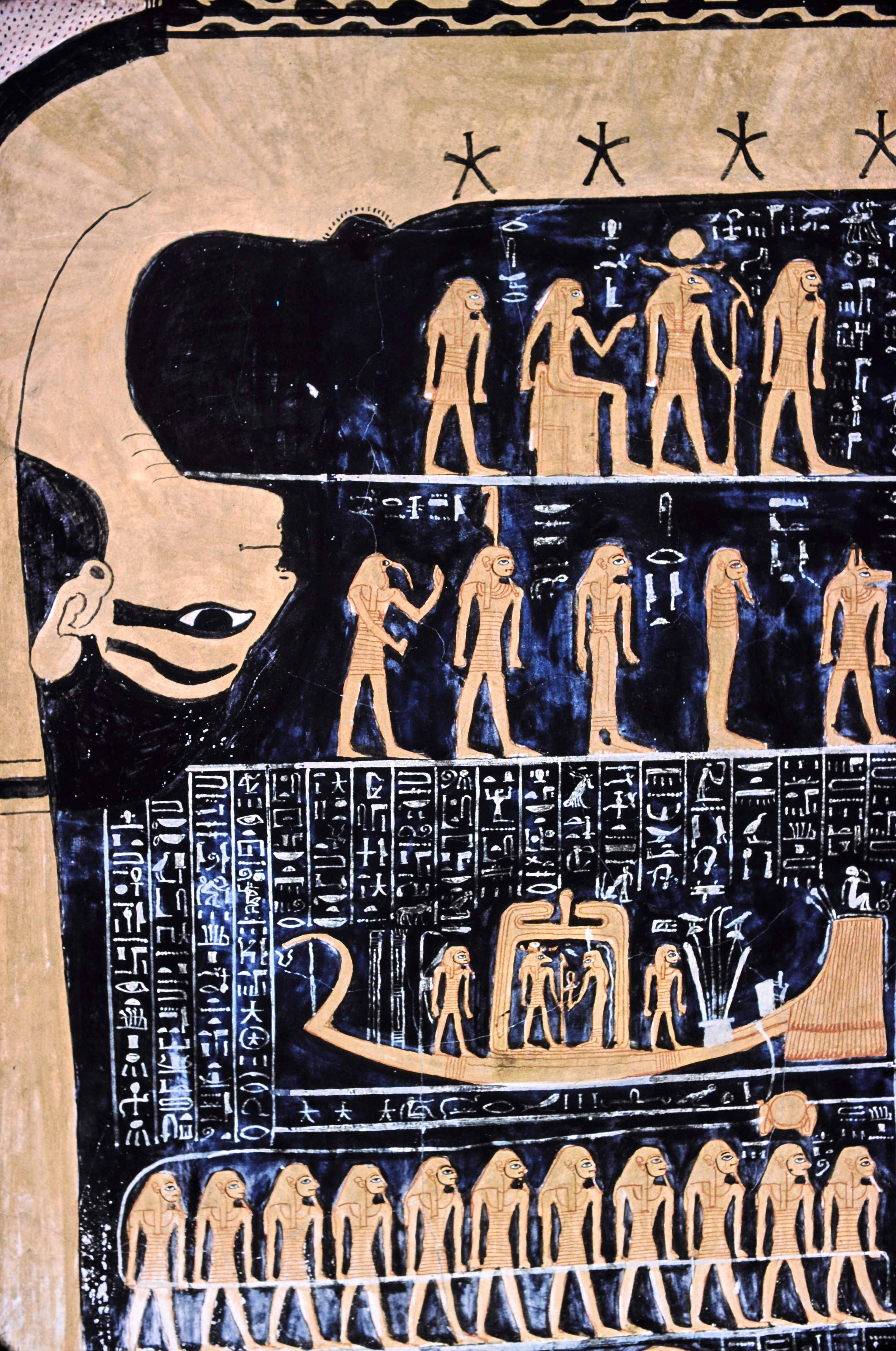
إلهة السماء نوت وآشكال آدمية تمثل النجوم والأبراج من مخطط النجوم في مقبرةرمسيس السادس.

اعتمد المصريون ومنذ حوالي ستة آلاف سنة على الحساب الشمسي الذي عوَّل عليه من جاء بعدهم من الأمم والشعوب، وحسبنا أيضاً أن نعلم أنهم حسبوا وقت فيضان النيل فكان السادس عشر من حزيران (يونيو) من كل عام كلما ظهرت الشعرى اليمانية عند الفجر من وراء الأفق الشرقي لمدينة منف إلى الجنوب الغربي من القاهرة اليوم. وكانت سنتهم عبارة عن 365 يوماً مقسمة على 12 شهراً طول كل منها ثلاثون يوماً، والأيام الخمسة الباقية عطلة. والمصريون هم الذين ابتكروا المزولة، أي الساعة الشمسية، كان ذلك حوالي سنة 1500 ق.م. هذه المزولة التي جعلوا المسافات بين خطوطها متفاوتة الأبعاد، فهي طويلة عند الصباح، ثم تأخذ في القصر تدريجياً كلما راحت الشمس ترتفع إلى أن تصير فوق سمت الرأس في كبد السماء، ثم إن المسافات تأخذ في الاتساع كلما اتجهت الشمس نحو الغرب. ولقد عرف المصريون حركة الكواكب التي منها المريخ فبرعوا في تفسير حركته الظاهرية وكشفوا عن سر تراجعه في مساره، ولقد سبق المصريون سواهم إلى تحديد جهة الشمال تحديداً دقيقاً يدل عليه بناؤهم الأهرامات، ما يكشف عن معرفة بالتواقيت وبحركة الشمس، هذا فضلاً عن معرفتهم بحركة الكواكب وعدد الثوابت فيها. وهناك نقطة مهمة وهي أن أحد ممرات هرم خوفو الكبير كانت موجهة نحو القطب الشمالي للسماء كما كان آنذاك. ذلك أن محور الأرض يبادر أو يتحرك تراوحياً مثل دوامة تلف بشكل يجعل القطب الشمالي السماوي (أي النقطة في السماء التي تقع مباشرة فوق القطب الشمالي للأرض) يرسم دائرة في السماء خلال دورة طولها 26000 سنة، وتعرف النجمة التي يتصادف وجودها قريبة جداً من القطب السماوي «بالنجم القطبي» وكان الممر المذكور للهرم الأكبر موجهاً نحو نجم «الثعبان» الواقع في كوكبة التنين. والتي كانت حقيقةً تُمثل النجم القطبي منذ 4500 سنة خلت. إلا أن المصريين خلطوا ـ كغيرهم ـ بين علم الفلك ومظاهره الشاهقة وبين النجامة (التنجيم) وعبادة النجوم التي كانت حافزاً لتقصي أخبار السماء فعبدوا (رع) إله الشمس، وخالق العالم، كما عبدوا (حورس) ممثل الشمس عند الشروق، و (آتوم) مُمثلها عند الغروب، وأقاموا لهذه الآلهة المعابد. ولما جاء كهنة عين شمس استبدلوا بـ (رع) (آتون) قرص الشمس الذي بنوا له تمثالاً على شكل إنسان، لكن رأسه كان رأس باز وعليه تاج الشمس.
ولا يوجد في الهرم الأكبر ممر واحد سالف الذكر فقط، بل يوجد عدة ممرات فلقد اكتشف علماء الآثار فوهات في الأهرام تبتدأ من غرفة الملك وتنتهي بسطح الهرم حيث وجدت فوهتين في غرفة الملك خوفو واثنتين ايضا في غرفة الملكه احدى هاتين الفوهتين في غرفة خوفو تتجه جنوبا بإرتفاع 45 درجه تماما والأخرى تتجه شمالا بإرتفاع 32 درجه و 28 دقيقه اما فوهات الملكه فتتجه احداها جنوبا بإرتفاع 39 درجه و نصف والأخرى شمالا بارتفاع 39 درجه وقد ظن علماء الآثار ان هذه الفوهات هي عباره عن مسالك للتهويه ولم يقتنع بذلك عالم الآثار المصري (ألكسندر بدوي) اذ احس ان اهمية هذه الفوهات تحوم حول معتقدات شعائريه ودينيه لها علاقة بالفلك. حيث اكتشف الباحثون داخل هرم خوفو متونا تدل على ان الملك الذي يموت تصعد روحه عبرها حيث الخلود. وعندما نظر بدوي خلال هذه الفوهات لم يرى نجوم ذات اهمية فإستعان بفلكية امريكيه تدعى (فرجينيا تمبل) التي درست تغير اماكن النجوم نتيجة ترنح الاعتدالين وهي حركه بطيئة تتغير فيه مواقع النجوم الظاهرية في السماء بدرجه واحده كل 70 سنه فوجدت ان زمن ميلاد الأهرامات اي قبل حوالي 2450 سنه كانت الفوهه الجنوبيه في غرفة الملك خوفو تتجه نحو حزام الجبار وتحديداً نجم (زيتا الجبار) والغريب بالأمر ان الهرم نفسه يطابق موقع هذا النجم مما يدعم نظرية ان بناء الاهرامات تتطابق مع نجوم النطاق وايضا تتجه الفوهه الشماليه الى نجم الفا التنين (الثعبان) والذي كان النجم القطبي زمن بناء الأهرامات وقد تغير موقعه بسبب الحركه الترنحيه للأرض. ووجد الباحثون ان الفوهة الجنوبيه في غرفة الملكه تتجه نحو نجم الشعرى اليمانيه والفوهه الشماليه في غرفة الملكه فتتجه الى نجم بيتا الدب الأصغر (كوشاب) وهو ألمع الفرقدين.

## رصد المصريين القدماء للنجوم
أما عن رصد المصريين القدماء للنجوم فانها تنقسم إلى نوعين: 1. «النجوم التي لا تفنى» 2. «النجوم التي لا تتعب».وقد استطاع المصريون تمييز خمسة من هذه الأنواع، وتصويرها كربة تبحر في قوارب عبر السماء، وهذه هي: المريخ، المشتري، عطارد، زحل والزهرة. وقد تم رؤية العديد من المقابر الملكية في «وادي الملوك» مزينة بمناظر سماوية، ففي مقابر «الرعامسة» التي تعود إلى النصف الثاني من القرن الثاني عشر قبل الميلاد توجد مجموعة وهي عبارة عن أربعة عشر كائناً جالسين وهم يمثلون نجوماً تسمح بمرور الزمن من خلال النجوم عبر السماء.

## وسائل قياس الزمن
عرف المصريون القدماء وسائل قياس الزمن ومنها ساعات الليل مثل الساعة المائية وأخرى للنهار، وقد قيست ساعات النهار بأنواع أخرى من من الساعات التي تعتمد أساساً على الظلال بتحديد اتجاهها أو طولها أثناء النهار، حيث لاحظ المصري القديم أن طول الظلال «أثناء ساعات النهار» يختلف حسب فصول السنة.
ومنذ الدولة الحديثة شغلت المناظر الفلكية مساحات كبيرة من أسقف العديد من المعابد ومقابر الملوك والأفراد، وهي مناظر تمثل المجموعات النجمية، والنجوم، والكواكب، والأجرام السماوية، والأشهر القمرية، وساعات الليل والنهار، ولعل أشهرها تلك التي تضمها مقبرة «سيتي الأول» في «وادي الملوك», ومعبد «رعمسيس الثاني» في غرب «طيبة» ومقبرة «سننموت» مهندس الملكة «حتشبسوت», وغير ذلك من المواقع.

## النصوص والمناظر الفلكية والتنجيم
وهنا لا بد للإشارة إلى علم التنجيم الذي يتعامل مع النصوص الفلكية التي تعتمد أساساً على الاعتقاد بأن أحداث العالم التي تحصل بشكل يومي تعكس أحداثاً مماثلةً مرت بها الأرباب والمعبودات في عالمها، وأن هذه الأحداث تحدد مصائر البشر. وإذا كانت الحضارة اليونانية وكذلك الرومانية تدينان بالكثير من الفضل للحضارة المصرية، فإن الفضل واضح في مجال علم الفلك فهؤلاء يذكرون صراحةً مدى استفادتهم من تجارب المصريين في مجال الفلك، إذ جاءوا إلى مصر إلى «عين شمس» و «منف» وغيرها من المدن الهامة، لينهلوا من علم علمائها وكهنتها، ومن أشهر هؤلاء «فيثاغورس», و «أرخميدس».

## نظرية ارتباط الجبار
نظرية ارتباط الجبار (أو نظرية ارتباط الجيزة-الجبار) هي نظرية هامشية في علم المصريات البديل. تفترض أن هناك ارتباطًا بين موقع أكبر أهرامات الجيزة الثلاثة من مجمع أهرامات الجيزة وحزام الجبار من كوكبة الجبار، وأن هذا الارتباط كان مقصودًا على هذا النحو من قبل البناة الأصليين لمجمع أهرامات الجيزة.
ارتبط نجوم أوريون بـ أوزوريس، إله الولادة والحياة الآخرة من قبل المصريين القدماء. اعتمادًا على نسخة النظرية، يمكن تضمين أهرام إضافية لإكمال صورة كوكبة الجبار، ويمكن تضمين نهر النيل ليتوافق مع درب التبانة. نُشرت النظرية لأول مرة في عام 1989 في «مناقشات في علم المصريات»، المجلد 13. وكانت موضوعًا لأكثر الكتب مبيعًا، «لغز الجبار»، في عام 1994،  بالإضافة إلى فيلم وثائقي لهيئة الإذاعة البريطانية «الهرم الأكبر: بوابة إلى النجوم» (فبراير 1994)، ويظهر في بعض كتب العصر الجديد. راجع التفاصيل على صفحة نظرية ارتباط الجبار